# Gorgone fellearis
Gorgone fellearis là một loài bướm đêm trong họ Noctuidae.